# Elaphoidella hirsuta
Elaphoidella hirsuta is een eenoogkreeftjessoort uit de familie van de Canthocamptidae. De wetenschappelijke naam van de soort is voor het eerst geldig gepubliceerd in 1941 door Chappuis.